# Danijel Dragojević
Danijel Dragojević (Vela Luka, 28. siječnja 1934. – Zagreb, 19. veljače 2024.) bio je hrvatski pjesnik, esejist, prozni pisac, scenarist i radijski urednik.

## Životopis
Rodio se 28. siječnja 1934. godine u Veloj Luci na otoku Korčuli. Gimnaziju je završio u Dubrovniku, a povijest umjetnosti u Zagrebu. Poezijom se prvi put javio 1956, u splitskom časopisu "Mogućnosti".  Jedan od najvažnijih hrvatskih pisaca danas. Utjecao na generacije hrvatskih autora svojim tekstovima, pjesmama, osebujnim stilom i beskompromisnim držanjem. 
Dugogodišnji urednik autorskih emisija na III programu Hrvatskog radija: "Bibilovizor", "Poezija naglas" te "Dnevnici i pisma". Godine 2019. odbio je nagradu Vladimir Nazor za životno djelo
- dobitnik brojnih domaćih i međunarodnih književnih nagrada, između kojih Goranove nagrade 2005. za knjigu "Žamor", nagrade Vladimir Nazor 1981., Zmajeve nagrade 1981. za knjigu "Razdoblje karbona",  nagrade "Branko Miljković" za knjigu "Prirodopis" 1974. godine, i drugih.
- brat blizanac pisca Ivana Dragojevića (U srcu ljeta, Vukodlaci, Smrt gospodina Medara, Kaučenica i R4), umrlog 3. kolovoza 1999. u Zagrebu.

## Objavljena djela
- Kornjača i drugi predjeli (poezija), Matica hrvatska, Split, 1961.
- U tvom stvarnom tijelu (poezija), Naprijed, Zagreb, 1964.
- Svjetiljka i spavač (poezija), Naprijed, Zagreb, 1965.
- Nevrijeme i drugo (poezija), Razlog, Zagreb 1968.
- Bijeli znak cvijeta (poezija), izdanje autora, Zagreb 1969.
- O Veronici, Bezlebubu i kucanju na nezvjesna vrata (proza), Matica hrvatska, Zagreb, 1970.
- Bajka o vratima (proza), Zagreb 1972.
- Četvrta životinja (poezija), Naprijed, Zagreb, 1972.
- Prirodopis (poezija), Biblioteka Teka, Zagreb, 1974.
- Izmišljotine (proza), Naprijed, Zagreb 1976.
- Razdoblje karbona (poezija), Cekade, Zagreb 1981.
- Rasuti teret (proza), Nolit, Beograd 1985.
- Zvjezdarnica (poezija), Hrvatska sveučilišna naklada, Zagreb 1994.
- Cvjetni trg (proza), Durieux, Zagreb 1994.
- Hodanje uz prugu (poezija), Matica hrvatska, Zagreb 1997.
- Žamor (poezija), Meandar, Zagreb, 2004. (Goranova nagrada za najbolju knjigu, 2005.)[1][2][3]
- Negdje (poezija), Fraktura, Zagreb 2013.
- Kasno ljeto (poezija), Fraktura, Zagreb 2018.

Neka njegova djela u svojoj je antologiji Żywe źródła iz 1996. s hrvatskog na poljski prevela poljska književnica i prevoditeljica Łucja Danielewska.

## Filmski scenariji
- Jutro čistog tijela (1969.), redatelj: Bogdan Žižić

## Monografije i druge knjige
- Kosta Angeli Radovani,  Mala likovna biblioteka sv XIX, Naprijed, Zagreb, 1961.
- Albert Kinert,  Mala likovna biblioteka, Naprijed, Zagreb, 1963.

## Članci i eseji (izbor)
- Danijel Dragojević : Neki sebeznani nemir, Književna tribina, Zagreb, siječanj 1959.
- Danijel Dragojević: Postoji li kriza dalmatinske skulpture. Slobodna Dalmacija, Split 24. 9. 1960.
- Danijel Dragojević : Kosta Angeli Radovani, Mediteran čistog ljudskog tijela, Oslobođenje, Sarajevo 24. 11. 1963.
- Danijel Dragojević : Kosta Angeli Radovani – Materija i tijelo (Spektar), Telegram, Zagreb, 28. 11. 1969.

## Izdanja na stranim jezicima (izbor)
- Danijel Dragojević: Epoca del carbone, Quaderni di letteratura croata, 1995;
- The Bridge – Literary Magazine (1-2/2002) Pjesme na francuskom: La Carte; Le plan de la ville; Automne; Si un jour; Sous le parapluie; Prose: Le paradis.
- Slope, online journal, issue No. 10.[4]

## Vanjske poveznice
- Booksa Danijel Dragojević
- Vijenac  Arhivirana inačica izvorne stranice od 7. studenoga 2017. (Wayback Machine), Krešimir Bagić, Svjetlo žarulje i svjetlo vijka
- Utjeha kaosa, Antologija suvremenog hrvatskog pjesništva, urednik Miroslav Mićanović
- Open Library Danijel Dragojević
- Knjigomat  Arhivirana inačica izvorne stranice od 10. travnja 2008. (Wayback Machine) "Je li ovo poezija?"
- Croatia.ch  Arhivirana inačica izvorne stranice od 5. siječnja 2009. (Wayback Machine) Pregled novije hrvatske književnosti
- Astronauti  Arhivirana inačica izvorne stranice od 20. studenoga 2009. (Wayback Machine)Danijel Dragojević - pjesme